# Provincia del Sur (Zambia)
La provincia del Sur (16°30′S 27°00′E / -16.500, 27.000) es una de las diez provincias de Zambia. Su capital es Livingstone. Comparte junto a Zimbabue el principal atractivo turístico del país, las cataratas Victoria (Mosi-oa-Tunya). El centro de la provincia está ocupado por más granjas que cualquier otra parte del país, destacando el cultivo del maíz. Otro producto importante en la región es el azúcar de caña. La población de la provincia en 2010 era de 1 589 926 habitantes.

## Geografía
El río Zambeze hace las veces de frontera sur. A lo largo del extremo sureste descansa el lago Kariba, formado artificialmente a través de la presa de Kariba. El límite este lo forman la garganta del Kariba y el Zambeze, y el norte Provincia Central. Al noroeste destaca parte de la famosa reserva natural del Parque Nacional Kafue, la mayor de Zambia, y el lago formado por las cataratas Victoria. Al suroeste están los bosques de teca rodeando la ciudad de Mulobezi, históricamente importante gracias a su industria maderera.
La Provincia del Zambia del Sur es la única fuente destacable de combustibles fósiles en Zambia. Las minas de carbón del Valle del Zambeze sirvieron de apoyo para un ferrocarril.

## Parques nacionales y áreas protegidas
- Parte sur del Parque Nacional Kafue
- Parque Nacional Lochinvar y áreas del río Kafue en el norte.
- Parque Nacional de las Cataratas Victoria y las gargantas de los ríos Zambeze y Batoka en el sur.
- Lago Kariba en el sureste.

## Distritos
La provincia se divide en 15 distritos:
- Chikankata
- Chirundu
- Choma
- Gwembe
- Itezhi Tezhi
- Kalomo
- Kazungula
- Livingstone
- Mazabuka
- Monze
- Namwala
- Pemba
- Siavonga
- Sinazongwe
- Zimba

## Ministros de la provincia
- Alice Simango
- Joseph Mulyata
- Chilufya Kazenene